# 関西共通語
関西共通語（かんさいきょうつうご）とは近年均質化しつつある近畿方言のことで、近畿地方の広範囲で用いられる地域共通語。「関西共通語」「関西標準語」「関西弁共通語」など名称は確立していないが、その概念はできあがりつつある。

## 概要
近畿地方の方言は「関西弁」とひとくくりにされやすいが、他地方と同様に近畿地方内部でも地域ごとに特徴ある異なった方言が存在する。ところが現在の京阪神とその周辺では、若年層を中心に各方言の特徴が均質化しつつある。
近畿方言は以前からある程度の共通性を持ってきた。これは大阪・京都の周辺地域への強い文化的・経済的影響力に由来するものだが、例えば「行けへん」は大阪では「行かない」、京都では「行けない」と意味が変わるなど、誤解を生む場面がどうしてもある。そのような方言の違いによる誤解は現代の活発な人的交流の妨げとなり、ビジネス的な要因からも互いの共通言語が必要となる。通常であればそうした場面（とりわけビジネス環境）では全国共通語（標準語）が用いられることが多いが、近畿地方では方言は矯正されるべきだとの考えが他地方と比べて弱く、方言を利用する方がさまざまなコミュニケーションの場面において不利益よりもむしろ利益となることがある。また在阪局を中心とする近畿地方の広域放送圏では、漫才などの演芸文化に支えられ、ローカルバラエティ番組などで全国共通語や各地の近畿方言が混合した大阪弁を多用する。そうした背景が、全国共通語（もしくは首都圏方言）でもなく、誤解を生む旧来の方言でもない、関西共通語を生んだ要因の一つとして考えられる。

## 関西共通語の例
以下「大阪では」などと言う場合、「元来大阪方言的な表現が使われていた地域では」のような意味とする。
- 「来る」の否定形は大阪では「けえへん」、京都では「きいひん」（どちらも「きやへん」の転）と2種類あるが、共通語「来ない」の影響を受けた「こおへん」が若年層を中心に使われ始めている。元は神戸方面から広まり出したという。
- 神戸では尊敬語表現に「て（や）」（例：行ってや　行ってです）を用い、大阪や京都の「はる」（例：行かはる　行かはります）と対比されてきたが、現在では神戸でも「はる」を用いる者が増えている。[2]
- 京都では尊敬語表現の「はる」を身内や動物等共通語では通常敬語を用いられない対象に用いられるが、現在では京都でも目上の人にのみ「はる」を用いる者が増えている
- 前述の「行けへん」に関して、元来「行かない」を「行けへん」というのが大阪的ではあるが、実際は大阪では「行けへん」と「行かへん」のどちらの表現も使われるので、京都的な表現と衝突しない後者が優勢になりつつある。なお非関西の方言話者からすれば単に「ない」を「へん」に変えた京都の表現のほうが理解されやすいことも、こちらが優勢になる一因となっている。なお、無論これらは「行く」に特有ではなく五段動詞全般の話である。
  - 太字が元来の形、細字が通用する形。大阪では衝突を避けた形に移行しつつある。一方、京都ではいわゆる標準語の影響もあり従来の形も根強く残っているが、「行かれへん」の形はあとから入ってきたものであり、関西共通語の形成の一環と捉えられる。

| 標準語   | 大阪的表現        | 京都的表現          | 衝突を避けた形、関西共通語 |
| -------- | ----------------- | ------------------- | -------------------------- |
| 行かない | 行けへん 行かへん | 行かへん            | 行かへん                   |
| 行けない | 行かれへん        | 行けへん 行かれへん | 行かれへん                 |

- 京阪神などの都市部では、原因・理由を表す「さかい」が衰退する傾向にあり、共通語の「から」に取って代わられつつある。  (例)雨やさかい、傘持ってこか。　→　雨やから 、傘持ってこか。
- その他の共通語からの流入表現としては「〜てまう（してしまう）」を使わず、「〜しちゃう」と言う表現（「買ってまうねん→買っちゃうねん」など）や、「言うた（ゆうた）」を「言った」の影響で「ゆった」などがある。また大阪では「せなんだ」「せえへなんだ」と表現していたが、「しなかった」の影響を受け「せんかった」「せえへんかった」に変化し、「〜なんだ」はほぼ使われなくなった。「行かなんで」が「行かなくて」の影響を受けた「行かんくて」という表現も生まれた。
- 大阪では「見ない」「しない」「来ない」などの否定表現として「めえへん／みーひん」「せえへん」「けえへん／こおへん（比較的近年）」があるが、それとは別に「みやん」「しやん」「こやん」と言う者が若年層の中に現れてきている。大阪府南西部(泉南地域)・三重県・和歌山県・奈良県などの方言が大阪へ流入したものとみられている。[3]